# La Devise
La Devise község Franciaország Új-Aquitania régiójában, Charente-Maritime megyében. Új községként 2018. január 1-jén jött létre három korábbi község: Vandré, Chervettes és Saint-Laurent-de-la-Barrière egyesítésével. Lakosainak száma 1196 fő (2022. január 1.).

## Népesség
| Lakosok száma | 1085 | 1121 | 1151 | 1191 | 1193 | 1194 | 1196 |
|               | 2015 | 2017 | 2018 | 2019 | 2020 | 2021 | 2022 |